# Faulkner Escarpment
Das Faulkner Escarpment ist eine eisbedeckte, 50 km lange und 3000 m hohe Geländestufe in der antarktischen Ross Dependency. Im Königin-Maud-Gebirge formt sie mit nordsüdlicher Ausrichtung das östliche Ende des Nilsen-Plateaus und der Fram Mesa. 
Entdeckt wurde die Formation im Dezember 1934 durch den vom Geologen Quin Blackburn (1900–1981) geleiteten Mannschaftsteil der zweiten Antarktisexpedition (1933–1935) des US-amerikanischen Polarforschers Richard Evelyn Byrd. Byrd benannte die Geländestufe nach Charles James Faulkner Jr. (1887–1953), Chefberater des Fleischverarbeitungsbetriebs Armour & Company in Chicago, welcher zur Versorgung der Expedition beitrug.